# 库图佐夫岛
庫圖佐夫島（俄语：остров Кутузов）或大西通島是烏蘇里江上最大的島，位于俄罗斯哈巴罗夫斯克边疆区比金区，靠近中華人民共和國黑龍江省饒河縣西通村。位于中国的西通岛以东。按照1991年《中苏国界东段协定》由俄羅斯管轄。
该岛本在乌苏里江航道西侧，1925年至1927年间，苏联在庫圖佐夫島西侧疏浚航道，使乌苏里江改道，其正流推向中国一侧，使得庫圖佐夫島置于主航道以东。因此以主航道为国界为由，苏联管辖。1991年根据《中苏国界东段协定》，中国正式承认苏联对该岛的管辖权。